# Vattrad smaragdmätare
Vattrad smaragdmätare Phaiogramma etruscaria är en fjärilsart som beskrevs av Philipp Christoph Zeller 1849. Enligt Dyntaxa ingår vattrad smaragdmätare i släktet Phaiogramma men enligt Catalogue of Life är tillhörigheten istället släktet Chlorissa. Enligt båda källorna tillhör Vattrad smaragdmätare familjen mätare, Geometridae. Arten är ännu inte påträffad i Sverige. En underart finns listad i Catalogue of Life, Chlorissa etruscaria palaestinensis A.Fuchs, 1903.

## Bildgalleri

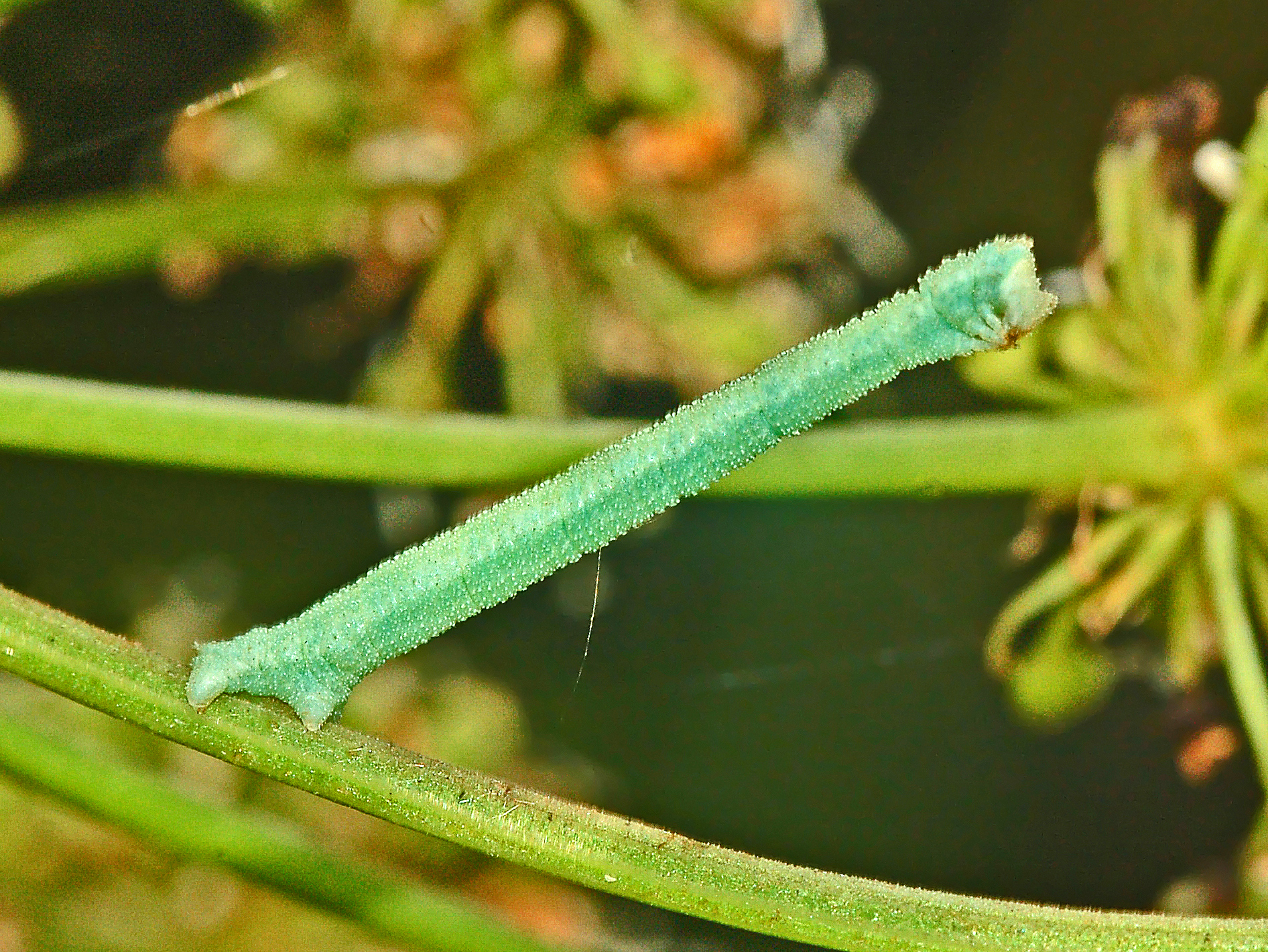